# Cymothoe mweruensis
Cymothoe mweruensis är en fjärilsart som beskrevs av Sheffield Airey Neave 1910. Cymothoe mweruensis ingår i släktet Cymothoe och familjen praktfjärilar. Inga underarter finns listade i Catalogue of Life.